# Ермолино (Лысковский район)
Ермолино — село в Лысковском районе Нижегородской области. Входит в состав Кириковского сельсовета.

## География
Деревня расположена на правобережье Волги, в 84 км к юго-востоку от Нижнего Новгорода и в 10 км от Лысково. Ермолино стоит на берегу реки Монарки, правого притока Сундовика. Ближайшие населённые пункты — Летнево, Малое Шипилово, Большое Шипилово, Сёмово, Гражданка.

## Известные уроженцы
- Головин, Василий Степанович — Герой Советского Союза.

## Инфраструктура
В селе более 60 домов, имеются тракторная мастерская, молочно-товарная ферма, таксофон и магазин.
Улицы села: Головина и Новая.